# Haworthia blackburniae
Haworthia blackburniae (укр. Гавортія блекбурні, Гавортія Блекбурн) — вид рослин з роду гавортія (Haworthia) підродини асфоделевих (Asphodelaceae).

## Поширення
Найчастіше росте в кварцитових скелях. Раніше її знаходили переважно в районі, який розташований за 30 км на захід від Ладісміта (Ladismith) і гір Руїберг (Rooiberg), на південному сході від Каліцдорпа (Calitzdorp) в Західній Капській провінції (Південноафриканська республіка). Проте за останніми даними ареал цього виду значно ширший.

## Назва
Видова назва дана на честь Х. Блекбурн, чий чоловік, що був майстром на станції Каліцдорп у Західній Капській провінції, знайшов цей таксон.

## Морфологія
Незвичайна особливість цього виду — його листя, схожі на трав'яні. Вони досягають 60-200 мм завдовжки і 2-3 мм завширшки. Розетки волокнисті та безстебельні.

## Варитети
- Haworthia blackburniae var. blackburniae — поширений у Малому Карру, Карру, Західна Капська провінція.[3]
- Haworthia blackburniae var. derustensis — поширений в околицях міста Оудсхорна (Oudtshoorn), Західна Капська провінція.[4]
- Haworthia blackburniae var. graminifolia — поширений у горах Свартберг (Swartberg), Західна Капська провінція.[5]

## Утримання
Цьому виду підходить нижча температура порівняно з іншими гавортіями і потрібен захист від прямого сонця. Для культивування це один з найскладніших видів роду.